# Splavarski prehod, Maribor
Splavarski prehod je povezava med Lentom in Koroško ulico ter Mesarskim in Žičkim prehodom v Mariboru. Imenuje se po izumrli obrti, splavarjenju.
Prvo ime ulice je izpričano leta 1473, imenovala se je Trinkh Gasse oz. Vodna ulica. Ime se je v naslednjih desetletjih večkrat spremenilo. Leta 1822 se je imenovala Flösser Gässl, Splavarski prehod. Od leta 1824 do 1839 se je imenovala Mittle Lend Gasse. Leta 1839 se je ulica imenovala Flösser Gasse. Leta 1919 so ime poslovenili v Splavarsko ulico, leta 1938 pa naziv ulica popravili v prehod.
Drava je bila pomembna prometnica že v rimskih časih. Najstarejše pričevanje o spavarjenju na Dravi je listnina Ota Velikovškega iz leta 1280. V prvi polovici 16. stol. se je trgovina močno razmahnila med Beljakom in Ptujem. Splavarji so največkrat prevažali vino, železne izdelke in tekstil. Leta 1941 je bilo splavarjenja na Dravi konec.